# Percival Christopher Wren

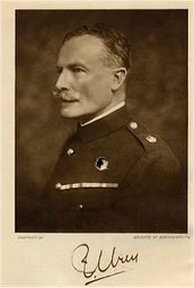
Percival Christopher Wren

Percival Christopher Wren (* 1. November 1875 in Deptford, Kent; † 22. November 1941 in Amberley, Gloucestershire) war ein britischer Schriftsteller.

## Leben
Wren war der Sohn eines Schulmeisters. Er schloss ein Studium am späteren St Catherine’s College der Universität Oxford als Master of Arts ab. Er verdingte sich jeweils kurzzeitig als Tiefbauarbeiter, Deckhelfer in der Handelsschifffahrt, Straßenhändler und Trooper des Kavallerieregiments der 2nd Dragoon Guards (Queen’s Bays).
In dieser Zeit heiratete er Alice Lucille Shovelier und hatte mit ihr eine Tochter, Estelle Wren (1901–um 1910). Mit seiner Familie meldete er sich 1903 zum Indian Education Service und wurde als Lehrer an eine Schule nach Karatschi in Britisch-Indien geschickt. Parallel dazu half er bis 1907 mit, für das Educational Inspectorate in Sindh Lehrer auszubilden. Während des Ersten Weltkriegs wurde er im November 1914 als Captain Reserveoffizier der Britisch-Indischen Armee. und wurde im Dezember 1914 als Kompaniechef dem Grenadierregiment 101th Grenadiers zugeteilt. Er wurde mit seiner Einheit in Deutsch-Ostafrika eingesetzt, doch Wren wurde bereits im Februar 1915 krankgeschrieben und verließ im November 1915 die Offiziersreserve, um in seine zivilen Ämter in Britisch-Indien zurückzukehren. Später, im März 1918, wurde ihm der Ehrenrang eines Captain der British Army zuerkannt. Im November 1917 legte Wren alle seine zivilen Ämter in Britisch-Indien nieder und kehrte nach Großbritannien zurück.
Von England aus unternahm Wren ausgedehnte Reisen nach Nordafrika und begann in dieser Zeit auch mit ersten literarischen Versuchen.
1927 heiratete Wren in zweiter Ehe Isabel Graham-Smith und hatte mit ihr einen Sohn, Percival Rupert Christopher Wren (* 1904).; ihren Sohn aus erster Ehe, Richard A. Graham-Smith (1901–2006) adoptierte er anlässlich der Hochzeit.
Wren starb drei Wochen nach seinem 66. Geburtstag am 22. November 1941 in Amberley, Gloucestershire, und fand dort auch seine letzte Ruhestätte.

## Rezeption
Nach eigenem Bekunden wurde Wren hauptsächlich von Autoren wie Robert Michael Ballantyne (1825–1894), H. Rider Haggard (1856–1925), George Alfred Henty (1823–1902) beeinflusst. Wren war ein sehr verschlossener Mensch und der derzeitige Stand der Forschung sieht seinen Aufenthalt in der Fremdenlegion eher als Mythos. Wahrscheinlich hatte er durch Bekanntschaft von Legionären in Afrika ein genaues Bild der Legion. Außerdem war in dieser Zeit auch mit sehr großem Erfolg Erwin Rosens In der Fremdenlegion erschienen und Wren wollte (und konnte) das Aufsehen auch für seine ersten Werke nutzen.
Seinen größten Erfolg hatte er mit seiner Trilogie um den Abenteurer und Legionär John Geste; „Beau Geste“, „Beau Sabreur“ und „Beau Ideal“. Diese Romane wurden mehrmals verfilmt und von Wren später noch um die Bücher „Good Gestes“ und „Spanish Maine“ ergänzt.

## Werke

### Autor
Belletristik
- Father Gregory or lures and failure. A tale of Hindustan. Longmans, London 1926 (Nachdr. d. Ausg. London 1913).
- The snake and the sword. Stokes, New York 1926 (Nachdr. d. Ausg. London 1914).
- The wages of virtue. Murray, London 1917.
- Driftwood Spars. Stokes, New York 1927.
- Stepsons of France. Short stories. Longman Green, London 1917.
- The young stagers. Being further faites and gestes of the Junior Carlton Club of Karabad, India. A novel. Stokes, New York 1926.
- Cupid in Africa or the making of Bertram in love and war. Heath Cranton, London 1920.
- John-Geste-Zyklus

1. Drei Brüder. Roman („Beau Geste“, 1924). Knaur, Berlin 1927 (übersetzt von Carl Ehrenstein).
2. Beau Sabreur. A novel. Neuaufl. Murray, London 1959.
3. Legionär Vanbrugh. Abenteuerroman („Beau Ideal“, 1928). Neuenfels & Henius, Berlin 1932 (übersetzt von Edmund T. Kauer).
4. Good Gestes. Stories of Beau Geste, his brothers, and certain of their comrades in the French Foreign Legion. Grosset, New York 1929.
5. Spanish Maine. Neuaufl. Tom Stacey Books, London 1972.[7]

- Dew and mildew. A loose-knit tale of Hindustan. Murray, London 1928 (Nachdr. d. Ausg. London 1912).
- Soldiers of misfortune. The story of Otho Bellême. Murray, London 1931.
- Mysterious Waye. The story of „The unsetting sun“Murray, London 1930.
- The mammon of righteousness. The story of Coxe and the box. Longman Green, London 1930.
- Valiant dust. Murray, London 1932.
- Action and Passion. Murray, London 1933/35.

1. Action and Passion. A sea novel. 1933
2. Sindbad, the soldier. 1935.

- Flawed blades. Tales from the Foreign Legion. Stokes, New York 1933.
- Beggars' Horses. Murray, London 1934.[8]
- Port o'missing men. Strange tales of the stranger regiment. Macrae-Smith, Philadelphia 1943.
- Explosion. A novel. Murray, London 1935.
- Fort in the Jungle. The extraordinary adventures of Sindbad Dysart in Tonkin. Longman Green, New York 1936.
- Bubble Reputation. Murray, London 1936.[9]
- The man of a ghost. Ramploy Press, London 1973, ISBN 0-7066-0416-4 (Nachdr. d. Ausg. London 1937).[10]
- Worth while. Murray, London 1937.[11]
- Cardboard Castle. Murray, London 1938.
- Rough Shooting. True tales and strange stories. Macrae-Smith, Philadelphia 1944.
- Paper Prison. Murray, London 1939.[12]
- The disappearance of General Jason. Murray, London 1940.
- Two feet from heaven. Murray, London 1940.
- Odd, but even so. Stories stranger than fiction. Macrae-Smith, Philadelphia 1942.
- The uniform of glory. Being the true story of a free frenchman's night-out. Murray, London 1941.
- Stories of the Foreign Legion. Windrow & Greene, London 1985, ISBN 1-85915-056-X (Nachdr. d. Ausg. London 1947).

Sachbücher
- The Indian Teacher's Guide to the theory and practice of mental, moral, and physical education. Longmans, London 1910.
- Indian school organization, management, discipline, tone, and equipment, being the Indian headmaster's guide. Longmans, London 1911.
- The „Direct“ teaching of English in Indian Schools. Longmans, London 1911.
- Chemistry and first aid for standard VII. Longmans, London 1913 (zusammen mit Hubert E. Pratt).
- Physics ans mechanics. Longmans, London 1914 (zusammen mit Niel B. Macmillan).
- With the Prince through Canada, New Zealand and Australia. Atheneum Press, Bombay 1922.[13]

### Herausgeber
- The world and India. Longmans, Kalkutta 1905 (zusammen mit Andrew J. Herbertson).
- Longmans Science series for Indian Schools. Longmans, London 1913/14 (11 Bde.).
- First Lessons in English Grammar. Based on a simple English grammar. Cooper Books, Bombay 1961
- Walter Scott: Ivanhoe. Henry Frowsde Books, London 1912.
- Mary Ambree: Sowing glory. Memoirs of Mary Ambree, an English woman-legionary. Murray, London 1931.[14]
- Ernest Frederick Row: Work, wealth and wages. Cooper Books, London 1950.
- Jonathan Swift: Gulliver's Travels. OUP, Hongkong 1987, ISBN 0-19-414225-6.

## Adaptionen
Filme
- Herbert Brenon (Regie): Blutsbrüderschaft („Beau Geste“). 1926 (nach dem gleichnamigen Roman).
  - Remake 1939: William A. Wellman (Regie): Drei Fremdenlegionäre (1939).
  - Remake 1966: Douglas Heyes (Regie): Drei Fremdenlegionäre (1966).
  - Remake 1967: Gerald Thomas (Regie): Ist ja irre – In der Wüste fließt kein Wasser.
  - Remake 1977: Marty Feldman (Regie): Drei Fremdenlegionäre. 1977
  - Remake 1982: Douglas Camfield (Regie): Beau Geste (TV-Serie in 8 Teilen für die BBC).
- Herbert Brenon (Regie): Beau Ideal. 1931 (nach dem gleichnamigen Roman).
- John S. Waters (Regie): Der weiße Harem. 1928 (frei nach dem Roman Beau Sabreur).
- Allan Dwan (Regie): Tochter der Fremdenlegion („Wages of virtue“). 1924 (nach dem gleichnamigen Roman).[15]

Theater
- Basil Dean (Regie): Beau Geste. London 1929.